# Międzyrzecz
Międzyrzecz là một thị trấn thuộc huyện Międzyrzecki, tỉnh Lubuskie ở tây Ba Lan. Thị trấn có diện tích 10 km². Đến ngày 1 tháng 1 năm 2017, dân số của thị trấn là 18.310 người và mật độ 1.785 người/km².